# 梅西爾德星
梅西爾德星（253 Mathilde）是一顆位於小行星帶的小行星，直徑大約50公里，由約翰·帕利扎於1885年所發現。梅西爾德星擁有一個橢圓形的軌道，公轉週期則超過4年。
這顆小行星以一個不尋常的速度緩慢自轉，需要17.4天才繞著它的軸心旋轉一圈。梅西爾德星是一顆原始C-型小行星，這意味小行星的表面具有較高比例的碳，導致它的表面相當黑暗，只有4％的光線被反射出去。
會合-舒梅克號在1997年6月近距離通過梅西爾德星，當時太空船正在前往愛神星。在飛越梅西爾德星時，太空船針對小行星的一個半球進行拍攝，顯示梅西爾德星表面佈滿許多大型的隕石坑。直到羅塞塔號在2010年飛越魯特西亞為止，梅西爾德星是太空船近距離探測過最大的一顆小行星，也是第一顆被太空船近距離探測過的C-型小行星。

## 觀測史
奧地利海軍天文台的主管約翰·帕利扎在1880年獲得在新落成維也納天文台擔任助理的機會。雖然接受這個工作代表約翰·帕利扎遭到降職，但是反過來，他將有機會使用新型的27英寸（690公釐）折射望遠鏡，它在當時是世界上最大的望遠鏡。當時帕利扎已經發現27顆小行星，後來在維也納工作時，他繼續利用27英寸（690公釐）及12英寸（300公釐）望遠鏡在退休之前另外發現94個小行星。
約翰·帕利扎在1885年11月12日發現梅西爾德星。這顆小行星最初的軌道根數是由V·A·勒伯夫所計算出來的，他是另一位在維也納天文台工作的奧地利天文學家。勒伯夫建議將該小行星命名為梅西爾德，這是巴黎天文台副主任莫里茨·洛维妻子的名字。
地面觀測在1995年確定梅西爾德星是一顆C-型小行星，天文學家還發現它擁有一個特別長的自轉週期。
會合-舒梅克號在1997年6月27日以1,212公里的距離通過梅西爾德星，當時太空船的移動速度為9.93公里/秒。這次探測讓太空船拍攝超過500張小行星表面的照片，並提供天文學家更準確的數據來確定這顆小行星的大小與質量（根據太空船受到的引力攝動）。然而太空船只對梅西爾德星的一個半球拍攝照片。梅西爾德星是第3顆被太空船近距離拍攝照片的小行星，晚於小行星951及艾女星。

## 性質
梅西爾德星非常黑暗，它的反照率類似新鮮的瀝青，天文學家認為梅西爾德星與CI1或CM2碳質球粒隕石擁有相同成份，表面主要是層狀矽酸鹽礦物。該小行星表面充滿大量的撞擊坑，煤礦也分布在一些撞擊坑附近 。梅西爾德星表面兩個最大的撞擊坑是石狩（29.3公里）與卡魯（33.4公里），它們都比小行星的平均半徑還寬。天文學家根據撞擊坑尖銳的邊緣，認為它們導致大量的物質從小行星表面脫離出來。撞擊坑的亮度及顏色並無差異，也沒有出現分層情況，所以這顆小行星的內部必定十分均勻。有跡象顯示物質會沿著撞擊坑朝下方移動。

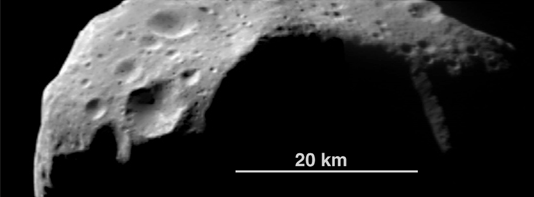
梅西爾德星表面一個大型的撞擊坑

根據會合-舒梅克號的探測結果，梅西爾德星的密度為1300公斤/立方公尺，不到一個典型碳質球粒隕石的一半，這顯示梅西爾德星可能是非常鬆散的碎石堆，這與天文學家藉由配備調適光學系統的地面望遠鏡研究幾顆真正的C-型小行星（歐仁妮、休神星、林神星和赫女星）之後的結果一致。梅西爾德星的內部有高達50％是空洞。然而梅西爾德星表面一條20公里長的斷崖顯示小行星可能確實擁有一些結構性的力量，所以它的內部可能擁有一些大型結構 。梅西爾德星內部密度較低，讓小行星遭受撞擊的力量不易傳達出去，有助於表面的高度保持一致。
梅西爾德星擁有一個橢圓軌道，讓它可以抵達小行星帶的外側。然而梅西爾德星的公轉軌道完全位於火星與木星公轉軌道之間，它並未橫跨行星軌道。它也是自轉週期最慢的小行星之一，大部分小行星的自轉週期都介於2-24小時之間。由於自轉速度慢，因此會合-舒梅克號只能拍攝小行星表面60％的照片。梅西爾德星緩慢的自轉速度顯示它可能擁有一顆衛星，但是會合-舒梅克號的照片顯示在梅西爾德星半徑20倍的區域內並未存在任何直徑大於10公里的衛星。

## 外部連結
- Bowell, Ted; and Koehn, Bruce. . Lowell Observatory. September 2, 2007  [2007-09-02].[]
- Staff. . Minor Planet Center. August 28, 2007  [2007-09-02]. （原始内容存档于2008-05-10）.
- Hall, Alan. . Scientific American. June 30, 1997  [2007-08-29]. （原始内容存档于2007-09-26）.

| 前一小行星： (252)小行星252 | 小行星列表 | 後一小行星： (254)小行星254 |